# Ніжинський регіональний ландшафтний парк
Ні́жинський регіона́льний ландша́фтний парк — регіональний ландшафтний парк в Україні. Розташований у межах Ніжинського району Чернігівської області, на землях Вертіївської ОТГ, Ніжинської, Кукшинської, Колісниківської, Стодольської сільських рад, а також ДП «Ніжинське лісове господарство».
Площа 6122,7 га. Статус присвоєно згідно з рішенням Ніжинської районної ради від 22 квітня 2016 року. Регіональний ландшафтний парк "Ніжинський" підпорядкований Комунальному закладу "Регіональний ландшафтний парк "Ніжинський" Вертіївської сільської ради, який є юридичною особою ( юридичнаадреса: Чернігівська область, Ніжинський район, село Колісники, вул. Гоголя, буд. 18).
Статус дано для збереження природних комплексів регіону, розташованого в межах двох природних зон: північна частина — в зоні мішаних лісів, південна — в лісостеповій зоні. Територія регіонального парку відзначається своєрідним рослинним покривом. Тут переважає лісова та болотна рослинність: Ліси зростають на терасах річки Остер і каналу Смолянка, а також у їхній притерасній частині та межиріччі. Болотна рослинність належить до евтрофних боліт. Менші площі — під лучною та водною рослинністю.
Багатий тваринний світ; тут водиться кілька десятків видів, занесених до Червоної книги України.

### Об'єкти ПЗФ у складі регіонального ландшафтного парку «Ніжинський»
- ботанічний заказник загальнодержавного значення «Середовщина»
- ботанічні заказники місцевого значення: «Боромики», «Зайцеві Сосни», «Урочище Лубянка», «Урочище Лисарівщина»
- гідрологічні заказники місцевого значення: «Колісниківський», «Переходівський»